# Les Épingles
Les Épingles est une nouvelle de Guy de Maupassant, parue en 1888.

## Historique
Les Épingles est une nouvelle de Guy de Maupassant initialement publiée dans Gil Blas du 10 janvier 1888, puis dans le recueil  La Main gauche en 1889.

## Résumé
Pour une épingle piquée dans une tenture près de sa glace, un jeune homme, ayant deux maîtresses...

## Éditions
- 1888 -  Les Épingles, dans Gil Blas
- 1889 -  Les Épingles, dans La Vie populaire du 11 avril 1889
- 1889 -  Les Épingles, dans La Main gauche recueil paru en 1889 chez l'éditeur  Paul Ollendorff
- 1889 -  Les Épingles, dans le supplément de La Lanterne (13 juin)
- 1979 -  Les Épingles, dans Maupassant, Contes et nouvelles, tome II, texte établi et annoté par Louis Forestier, Bibliothèque de la Pléiade, éditions Gallimard.

## Lire
- Lien vers la version de Les Épingles dans La Main gauche,